# Alain Chabat
Alain Chabat (Orã, 24 de novembro de 1958) é um ator, comediante, cineasta e dublador francês. Um dos principais nomes da comédia francesa, Chabat também é a voz do ogro Shrek na franquia homônima em seu país.
Como cineasta, Chabat já dirigiu e estrelou diversos filmes, sobretudo comédias, incluindo o sucesso Asterix & Obelix: Mission Cleopatra (2002), onde interpretou Júlio César. Ele também dirigiu e atuou em RRRrrrr!!!, um fracasso de bilheteria.
Ele interpretou Napoleão Bonaparte no filme Night at the Museum: Battle of the Smithsonian, de 2009.

## Filmografia
- 1987 -  Objectif: Nul
- 1989 -  Palace
- 1990 - Baby Blood
- 1990 -  Histoire(s) de la télévision
- 1991 - The Professional Secrets of Dr. Apfelgluck
- 1992 - Pizza blob
- 1993 -  La Classe américaine
- 1994 - La Cité de la peur
- 1994 -  À la folie
- 1994 - Parano
- 1994 - One Night of Hypocrisy
- 1995 - Gazon maudit
- 1996 - Beaumarchais
- 1996 - Delphine 1, Yvan 0
- 1996 - Toniglandyl
- 1997 - Didier
- 1997 - Le Cousin
- 1998 - Ivre mort pour la patrie
- 1999 - Trafic d'influence
- 1999 - Mes amis
- 1999 - La débandade
- 2000 - The Taste of Others
- 2000 - Kitchendales
- 2001 - L'art (délicat) de la séduction
- 2001 - La cape et l'épée
- 2002 - Asterix & Obelix: Mission Cleopatra
- 2002 - Restauratec
- 2003 - Chouchou
- 2003 - Laisse tes mains sur mes hanches
- 2003 - The Car Keys
- 2003 - Mais qui a tué Pamela Rose?
- 2003 - Perles à rebours
- 2004 - RRRrrrr!!!
- 2004 - Happily Ever After
- 2005 - Papa
- 2006 - The Science of Sleep
- 2006 - I Do
- 2006 -  Avez-vous déjà vu..?
- 2007 - Garage Babes
- 2007 - Kaamelott
- 2008 - 15 ans et demi
- 2008 - La personne aux deux personnes
- 2008 - Un monde à nous
- 2008 - Rien dans les poches
- 2009 - Night at the Museum: Battle of the Smithsonian
- 2009 - Trésor
- 2009 - Le siffleur
- 2011 - La guerre des boutons
- 2011 - Scrat's Continental Crack-Up: Part 2
- 2011 - Le grand restaurant II
- 2012 - A Thousand Words
- 2012 - HOUBA! On the Trail of the Marsupilami
- 2012 - Ice Age: Continental Drift
- 2013 - Mood Indigo
- 2013 - Turf
- 2013 - Les gamins
- 2014 - Astérix: Le Domaine des dieux
- 2014 - Réalité
- 2017 - Valerian and the City of a Thousand Planets
- 2017 - Santa & Cie
- 2018 -  Au poste !